# Leptogaster schoutedeni
Leptogaster schoutedeni är en tvåvingeart som beskrevs av Emile Janssens 1954. Leptogaster schoutedeni ingår i släktet Leptogaster och familjen rovflugor.
Artens utbredningsområde är Kongo. Inga underarter finns listade i Catalogue of Life.